# Masters of Hardcore
Masters of Hardcore är ett nederländskt skivbolag som producerar hardcoremusik. Skivbolaget grundades 1995.